# 毛红皮木姜子
毛红皮木姜子（学名：Litsea pedunculata var. pubescens）为樟科木姜子属下的一个变种。